# Heurodes
Heurodes Keyserling, 1886 è un genere di ragni appartenente alla famiglia Araneidae.

## Etimologia
Il nome deriva dal greco tardo εὐρώδης, heuròdes, a sua volta riveniente dal greco attico εὐρύς, cioè largo, ampio, vasto, a causa dell'ampia apertura delle due paia di zampe anteriori.

## Distribuzione
Le tre specie oggi note di questo genere sono state rinvenute in Cina, Singapore, Filippine e Tasmania.

## Tassonomia
Rimosso dalla sinonimia con Araneus Clerck, 1757 a seguito di un lavoro dell'aracnologo Archer del 1958; non risulta essere un sinonimo anteriore di Eriovixia Archer, 1951 o di Simonarachne Archer 1951, su proposta di Yaginuma & Archer del 1959.
A maggio 2011, si compone di tre specie:
- Heurodes fratrellus (Chamberlin, 1924) — Cina
- Heurodes porculus (Simon, 1877) — Singapore, Filippine
- Heurodes turritus Keyserling, 1886[2] — Tasmania